# Praeludia Sponsaliorum Plantarum

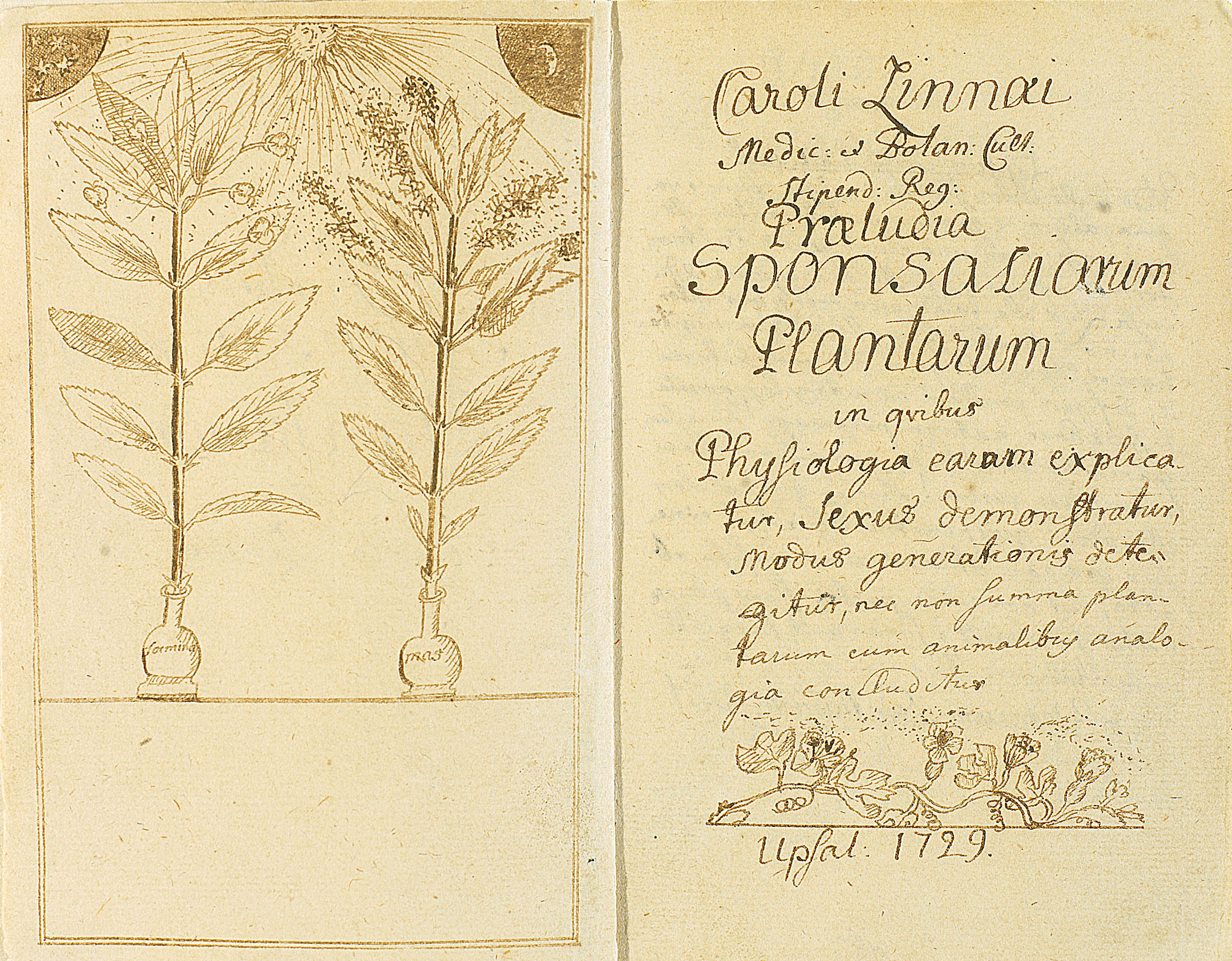
Linnés Manuskript Praeludia Sponsaliorum Plantarum. (Dezember 1729)

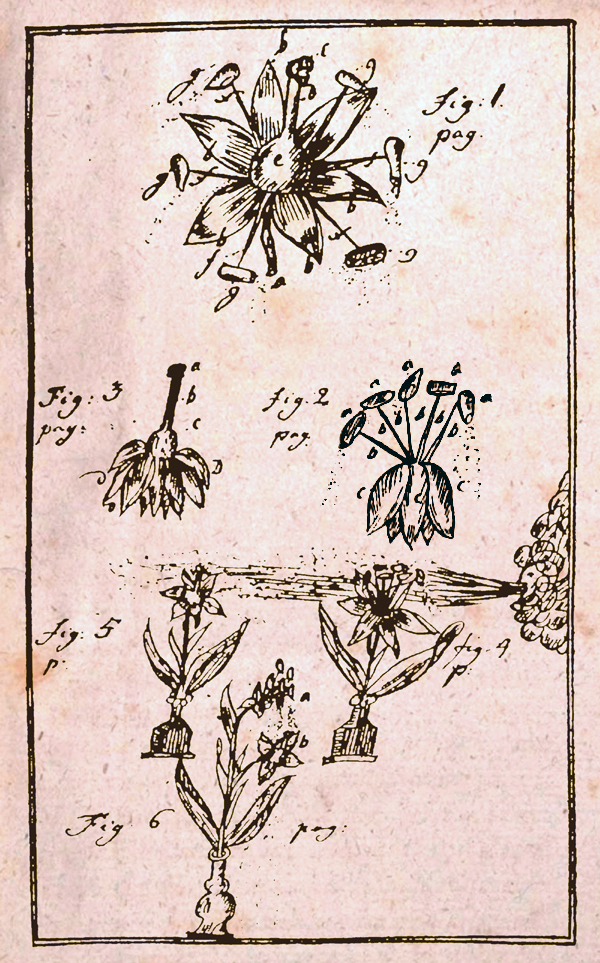
Zeichnungen aus Linnés Manuskript

Praeludia Sponsaliorum Plantarum ist der Titel eines Manuskriptes von Carl von Linné, in dem er zum ersten Mal seine Überlegungen zur Sexualität der Pflanzen darlegte.

## Werk
Das Manuskript trägt den vollständigen Titel Praeludia Sponsaliorum Plantarum, in quibus Physiologia earum explicatur, Sexus demonstratur, modus Generationis detergitur, nec non summa Plantarum cum Animalibus analogia concluditur. Das Manuskript erschien erst 1908 in gedruckter Form.

### Entstehungsgeschichte
Nach einem Studienjahr in Lund wechselte Linné 1728 an die Universität Uppsala. Im Frühjahr 1729 traf er im Botanischen Garten von Uppsala auf Olof Celsius den Älteren. Celsius war von der Fähigkeit Linnés, sämtliche Pflanzen des Gartens sofort benennen zu können, beeindruckt, nahm ihn in sein Haus auf und stellte ihm seine Bibliothek zur Verfügung.
Am 23. Dezember 1729 diskutieren die Studenten der Universität unter dem Vorsitz von Georg Wallin über die Dissertationsschrift De Nuptiis Arborum  (etwa: „Von den hochzeitlichen Bäumen“) des Studenten Petrus Ugla. In ihr wurden Analogien, die zwischen Pflanzen und Tieren bestehen, auf althergebrachte Weise abgehandelt und anhand von Literaturzitaten belegt.
Linné, der nicht am Disput teilnahm, aber die Arbeit gelesen hatte, schrieb als Entgegnung das sechsundzwanzigseitige Manuskript Praeludia Sponsaliorum Plantarum und überreichte es am Neujahrstag 1730 seinem Gastgeber Olof Celsius. Dieser zeigte sie Olof Rudbeck, und schon bald zirkulierten Abschriften unter den Studenten der Universität und den Mitgliedern der Königlichen Gesellschaft der Wissenschaften in Uppsala.

### Inhalt
Linnés Argumentation geht von einer grundlegenden Analogie zwischen Pflanzen und Tieren aus: der Erhaltung des Individuums und der Art. Die Reproduktion der Pflanzen erfolge immer mittels deren Früchten. Unter Zuhilfenahme einer weiteren Analogie zum Tierreich, „wo immer ein Männchen benötigt würde, um ein Ei zu befruchten“, schlussfolgerte er, dass auch die Pflanzen über Fortpflanzungsorgane verfügen müssten. Da es aber keine Früchte ohne Blüte gäbe, müssten die Fortpflanzungsorgane daher dort zu finden sein.
Er analysierte Kelch (Calyx), Kronblätter (Petal), Staubblätter (Stamen), Sprossspitze (Apex), Stempel (Pistill) und Frucht (Fructus), die Bestandteile der Blüte sind, auf ihre Konstanz und stellte fest, dass Staubblätter, Stempel sowie Frucht immer vorhanden sind. Er fand aber auch folgende Unterschiede:
Staubblätter und Stempel befinden sich
1. a) in einer Blüte, b) in verschiedenen Blüten
2. a) Staubblätter, Sprossspitze ohne Stempel (steril), b) Stempel (fertil)
3. a) Sprossspitze ohne Stempel (steril),  b) Stempel ohne Sprossspitze (fertil)
Diese Dreiteilung des Pflanzenreiches belegte Linné mit zahlreichen Pflanzen, die er gemäß dem Tournefortschem Klassifikationssystem beschrieb. Im Weiteren stellte er die Fortpflanzungsorgane von Pflanzen und Tiere anhand der von Sébastien Vaillant angewandten Terminologie gegenüber. Schließlich setzte er sich mit den Thesen von Samuel Morland und Antoni van Leeuwenhoek zur Befruchtung auseinander und wies anhand von sieben Experimenten nach, dass der Vorgang der Befruchtung tatsächlich stattfindet, wenn auch das „wie“ unerklärlich bliebe.
Linné beendete seine Schrift mit Beobachtungen über die Rolle der Keimblätter bei den Pflanzen und verglich sie mit der Funktion der Plazenta bei den Tieren.

### Zitat
„Die Blütenblätter tragen nichts zur Zeugung bei, sondern dienen nur als Brautbett, das der große Schöpfer so großartig vorbereitet hat. Es ist geschmückt mit kostbaren Bettvorhängen und mit vielen süßen Düften parfümiert, damit Bräutigam und Braut ihre Hochzeit mit größter Festlichkeit begehen können. Wenn das Bett so vorbereitet ist, dann ist die Zeit für den Bräutigam gekommen seine geliebte Braut zu umarmen und sich ihr hinzugeben.“

### Auflagen
Praeludia Sponsaliorum Plantarum. In: Skrifter af Carl von Linné. Utgifna af Kungl. Svenska Vetenskapsakademien. Band 4, Nr. 1, 1908, S. 1–26, bearbeitet von Thore Magnus Fries. Das Originalmanuskript befindet sich in der Universitätsbibliothek Uppsala.

## Nachweise
- Johan Arvid Afzelius (Hrsg.): Exercitatio botanico-physica de nuptiis et sexu plantarum. Uppsala 1828 (online).
- Wilfrid Blunt: The Art of Botanical Illustration: An Illustrated History. Dover Publications. 1994. ISBN 0-486-27265-6.
- James L. Larson: Linnaeus and the Natural Method. In: Isis. Band 58, Nr. 3, Herbst 1967, S. 304–320
- Richard Pulteney: A General View of the Writings of Linnaeus. London 1781, S. 57ff.